# Sånn er'e bare
Sånn er’e bare är ett musikalbum med Øystein Sunde. Albumet utgavs som CD 2005 av skivbolaget Spinner Records. 2016 återutgavs albumet som LP.

## Låtlista
1. "Hest er best som pålegg" – 3:07
2. "Tass" – 3:17
3. "Møte seg sjøl i døra – 2:54
4. "Ute var det sol" – 3:27
5. "Ringen er sluttet" – 2:06
6. "Litt slaff i leffa" – 3:28
7. "Hei og hopp" – 2:56
8. "Boltiten" – 3:08
9. "Jeg kommer ikke på nettet (sånn er'e bare)" – 2:10
10. "Vafler og kaffe" – 3:40
11. "Waiting for Rosie" (John Henry Rostill) – 2:42
12. "Dans på Röhmertopf" (2:21)
13. "Aftenbønn" (2:17)

- Alla låtar skrivna av Øystein Sunde, utan instrumental-låten "Waiting for Rosie", som är skriven av John Henry Rostill, basist i The Shadows.

## Medverkande
Musiker
- Øystein Sunde – sång, gitarr
- Stein Bull-Hansen – mandolin (på "Hest er best som pålegg", "Boltiten", gitarr (på "Tass", "Møte seg sjøl i døra", "Litt slaff i leffa", "Hei og hopp", "Jeg kommer ikke på nettet (sånn er'e bare)", "Vafler og kaffe")
- Jonas Fjeld – gitarr (på "Tass", "Hei og hopp", "Jeg kommer ikke på nettet (sånn er'e bare)")
- Tom Steinar Lund – gitarr (på "Ute var det sol")
- Knut Hem – dobro (på "Hest er best som pålegg", "Boltiten"), trummor (på "Møte seg sjøl i døra", "Litt slaff i leffa"), slidegitarr (på "Ute var det sol")
- Terje Kinn – banjo (på "Hest er best som pålegg")
- Olaf Kamfjord – kontrabas (på "Hest er best som pålegg", "Ute var det sol", "Ringen er sluttet", "Boltiten")
- Sveinung Hovensjø – basgitarr (på "Tass", "Hei og hopp", "Jeg kommer ikke på nettet (sånn er'e bare)", "Vafler og kaffe"
- Jørun Bøgeberg – basgitarr (på "Møte seg sjøl i døra")
- Bjørn Holm – basgitarr (på "Litt slaff i leffa")
- Bugge Wesseltoft – piano (på "Tass", "Hei og hopp", "Jeg kommer ikke på nettet (sånn er'e bare)", "Vafler og kaffe")
- Tom Salisbury – piano, orgel (på "Møte seg sjøl i døra")
- Olga Konkova – piano (på "Ute var det sol", "Litt slaff i leffa"), dragspel (på "Boltiten")
- Stian Carstensen – dragspel (på "Ringen er sluttet", "Dans på Röhmertopf")
- Per Hillestad – trummor (på "Tass", "Hei og hopp", "Jeg kommer ikke på nettet (sånn er'e bare)", "Vafler og kaffe")
- Aud Ingebjørg Heldaas – fiol (på "Dans på Röhmertopf")
- Aubrey Haynie – fiol, mandolin (på "Aftenbønn")
- Rob Ickes – dobro (på "Aftenbønn")
- Dennis Crouch – basgitarr (på "Aftenbønn")
- Scott Vestal – banjo (på "Aftenbønn")
- Russ Barenberg – gitarr (på "Aftenbønn")
- Kari Iveland, Anita Skorgan – körsång (på "Hest er best som pålegg", "Tass", "Møte seg sjøl i døra", "Litt slaff i leffa", "Hei og hopp", "Boltiten", "Vafler og kaffe", "Dans på Röhmertopf")
- Lars Håvard Haugen – körsång (på "Aftenbønn")

Produktion
- Øystein Sunde – musikproducent
- Jonas Fjeld – musikproducent
- Johnny Sareussen – musikproducent (på "Møte seg selv i døra")
- Audie Ashworth – musikproducent (på "Aftenbønn")
- Per Sveinson – ljudtekniker
- Chad Haley – ljudtekniker
- H. David Henson – ljudtekniker
- Morten Lund – mastering
- Tom Sandberg – foto
- Fin Serck-Hanssen – foto
- Morten Kristiansen – omslagsdesign